# مارک بریستو
مارک بریستو (انگلیسی: Mark Bristow) (زاده ۷ ژانویه ۱۹۵۹) کارآفرین، بازرگان و مدیر ارشد اجرایی اهل آفریقای جنوبی است، که از سال ۱۹۹۵ تاکنون (۲۰۱۵) به‌عنوان مدیر عامل اجرایی شرکت رندگولد فعالیت می‌کند.